# タラデガ・ナイト オーバルの狼
『タラデガ・ナイト オーバルの狼』（Talladega Nights: The Ballad of Ricky Bobby）は、2006年に製作されたウィル・フェレル主演のコメディ映画である。

## 概要
人気コメディアンのウィル・フェレルが主演を務めた本作。盟友のジャド・アパトーやアダム・マッケイらと再びタッグを組んで、カーレースを舞台に巻き起こるドタバタな喜劇をコミカルに描いている。そのほかにはイギリス出身のコメディアンで全米で大ヒットを記録した『ボラット 栄光ナル国家カザフスタンのためのアメリカ文化学習』において怪しいカザフスタン人を演じて一躍注目を浴びたサシャ・バロン・コーエン、『シカゴ』や『ブギーナイツ』などで知られるジョン・C・ライリー、『グリーンマイル』のマイケル・クラーク・ダンカンや若手女優のエイミー・アダムスら実力派が脇を固めている。また劇中には現役レーサーのデイル・アーンハート・ジュニアやジェイミー・マクマレーらもカメオ出演している。

## あらすじ
幼少からレースの速さに取りつかれたスピード狂のリッキー・ボビー（ウィル・フェレル）。車のバックシートで出産され、父親のリース（ゲイリー・コール）はドラッグとアルコールにまみれて家を出て行ってからは、母親のルーシー（ジェーン・リンチ）から女手一つで育てられた。そんなリッキーも一人前の大人に成長して、念願の人気カーレース“NASCAR”へ出場することになった。かねてよりの親友カル（ジョン・C・ライリー）を右腕としてチームメイトに加え、名声を我が物にするリッキー。しかしそんなある日、フォーミュラ1のフランス人レーサー、ジャン・ジラール（サシャ・バロン・コーエン）がNASCARに参戦してくることに。自分より目立ちそうなフランス人レーサーに苛立ちを覚えたリッキーと、ジャン・ジラールの間には早速火花が散る。だが、対抗心をむき出しにしたおかげでリッキーはレース中に大クラッシュ。そのショックにより恐怖心が沸き上がってきたリッキーは、レース界から一線を引き、ピザの宅配バイトにまでなりさがってしまう。富も名声もなくなり、崩壊寸前まで陥るリッキーだった。

## 出演者
- リッキー・ボビー：ウィル・フェレル (日本語版: 山寺宏一)
- ジャン・ジラール：サシャ・バロン・コーエン (日本語版: 小森創介)
- カル・ノートン：ジョン・C・ライリー (日本語版: 山野井仁)
- カーリー・ボビー：レスリー・ビブ
- ルシウス・ワシントン：マイケル・クラーク・ダンカン
- スーザン：エイミー・アダムス
- ルーシー・ボビー：ジェーン・リンチ (日本語版: 塩田朋子)
- リース・ボビー：ゲイリー・コール (日本語版: 安原義人)
- ラリー・デニット：パット・ヒングル
- ラリー・デニット・Jr：グレッグ・ジャーマン
- デニット夫人：モリー・シャノン
- ハーシェル：デヴィッド・ケックナー

### カメオ出演
- デイル・アーンハート・ジュニア
- ジェイミー・マクマレー
- エルヴィス・コステロ
- モス・デフ

## スタッフ
- 監督：アダム・マッケイ
- 製作総指揮：アダム・マッケイ、ウィル・フェレル
- 製作：ジャド・アパトー、ジミー・ミラー
- 脚本：アダム・マッケイ、ウィル・フェレル
- 撮影：オリヴァー・ウッド
- 音楽：アレックス・ワーマン
- 編集：ブレント・ホワイト
- 衣装：スーザン・マシスン